# Kanon Wakeshima
Kanon Wakeshima (japansk: 分島 花音, Wakeshima Kanon; 28. Juni 1988 i Tokyo) er en japansk sanger og Cellist. Hendes debutalbum fra 2009 Shinshoku Dolce og det i 2010 opfølgende Album Lolitawork Libretto blev produceret af den kendte japanske musiker Mana. Ved siden af sin karriere som musiker virker hun også som billedkunstner, bl.a. med udgangspunkt i eventyr af H.C.Andersen og brødrene Grimm.

## Diskografi

### Albums
- 2009 – Shinshoku Dolce (japansk: 侵食ドルチェ)
- 2010 – Lolitawork Libretto (japansk: 女仕掛けのリブレット, Shōjo Jikake no Libretto)

### Singler
- 2008 – Still Doll
- 2008 – Suna no Oshiro (japansk: 砂のお城)
- 2010 – Lolitawork Libretto ~Storytelling by Solita~
- 2010 – Calendula Requiem (japansk: カレンデュラ レクイエム, kanon×kanon)